# Cymodoce granulata
Cymodoce granulata är en kräftdjursart som beskrevs av Edward John Miers 1876.
Cymodoce granulata ingår i släktet Cymodoce och familjen klotkräftor. Inga underarter finns listade i Catalogue of Life.